# Лоугела (станція)
60°16′14″ пн. ш. 24°51′12″ сх. д. / 60.270556° пн. ш. 24.853333° сх. д.
Лоугела (фін. Louhelan rautatieasema, швед. Klippsta järnvägsstation) — залізнична станція мережі приміських залізниць Гельсінкі, розташована у мікрорайоні Лоугела, Мюурмякі, Вантаа, Фінляндія, приблизно за 13 км на північ від Гельсінкі-Центральний, між станціями Мюурмякі та Мартинлааксо. 
Пасажирообіг у 2019 склав 1,207,610 осіб

Відкрита 1 червня 1975 року.
Конструкція — наземна відкрита, з однією прямою острівною платформою. 

## Пересадки
- Автобуси: 335, 413, 435, 436, 555, 572